# Zajączek (światło)

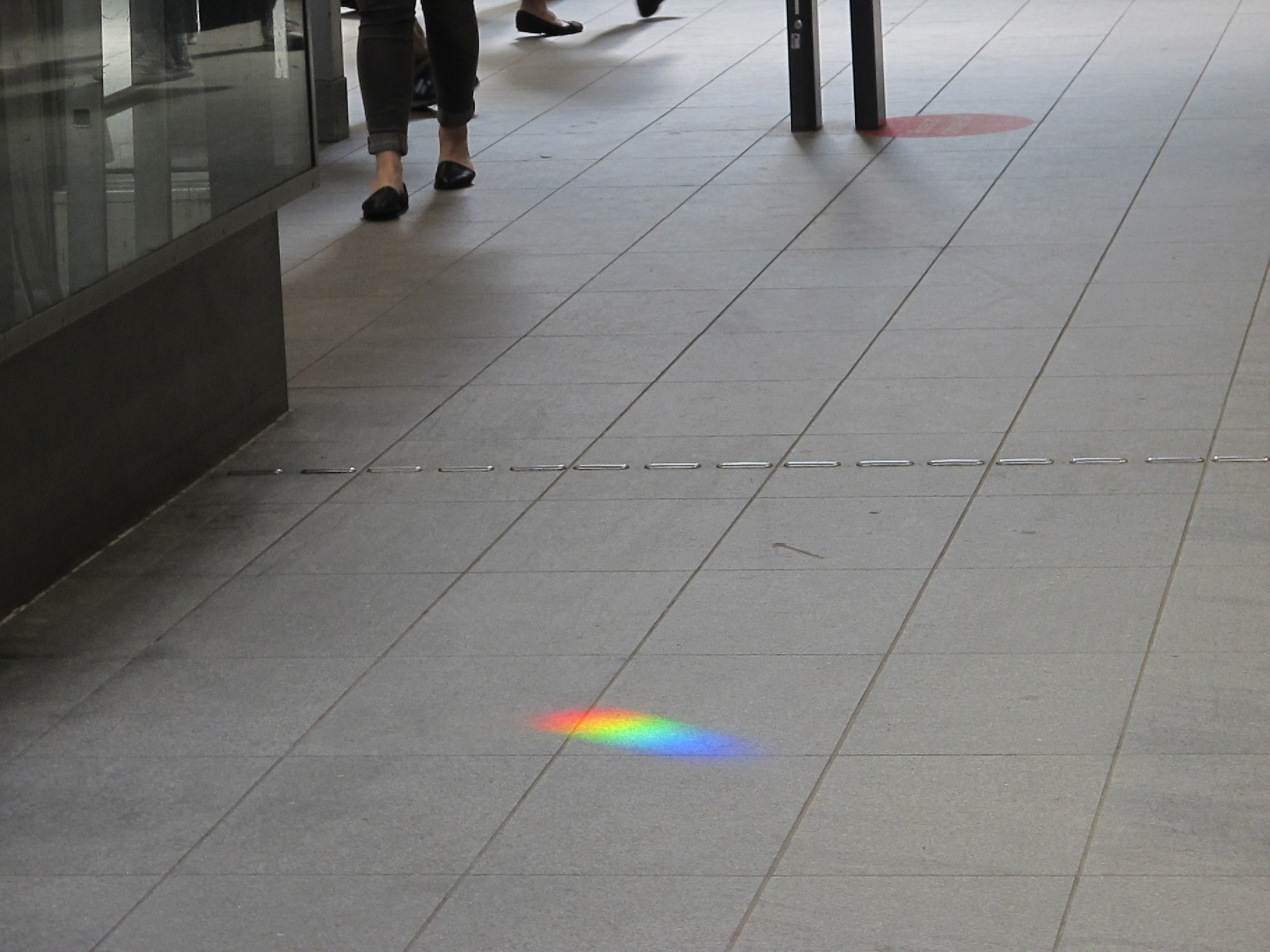
Wielokolorowy zajączek

Zajączek – niewielka, ruchoma plamka światła rzucana na jakąś powierzchnię przez lusterko lub inny odbijający światło przedmiot. Puszczanie zajączków, których ruch można kontrolować poprzez poruszanie lusterkiem, to popularna zabawa dziecięca.

## W innych językach
Zjawisko, w zależności od języka, znane jest pod wieloma różnymi nazwami, często nawiązującymi do małych, szybko poruszających się zwierząt. Przykładowo w języku rosyjskim używa się określenia солнечный зайчик (zajączek słoneczny), w czeskim házet prasátka (rzucać prosiaczki), w hiszpańskim escardillo (słowo to oznacza również motykę), w katalońskim fer la rateta (robić szczurki), a w szwedzkim solkatt (kot słoneczny). Natomiast w języku angielskim nie ma precyzyjnego określenia, które byłoby odpowiednikiem słowa zajączek.